# Kamieniec (gmina Trzemeszno)
Kamieniec – wieś w Polsce położona w województwie wielkopolskim, w powiecie gnieźnieńskim, w gminie Trzemeszno. 
Wieś znajduje się w odległości ok. 8 km na wschód od Trzemeszna, położona jest nad Jeziorem Kamienieckim.
Wieś duchowna, własność opata kanoników regularnych w Trzemesznie pod koniec XVI wieku leżała w powiecie gnieźnieńskim województwa kaliskiego.
We wsi drewniany kościół pw. św. Jakuba Większego z 1723 oraz cmentarz. Kościół został zbudowany z fundacji Jana Cieńskiego - zakonnika trzemeszeńskiego, był kilkakrotnie restaurowany. Jest to budowla jednonawowa konstrukcji zrębowej. Do ciekawego wyposażenia należą: chór muzyczny z II poł. XIX w., ołtarz główny i ambona późnobarokowe z lat 1722-24, belka tęczowa ozdobnie wygięta z późnogotycką grupą Ukrzyżowania z połowy XVI w., ołtarze boczne barokowe z II poł. XVII w.
W latach 1975–1998 miejscowość należała administracyjnie do województwa bydgoskiego.
W Kamieńcu urodził się Józef Rzóska (1897–1973), poseł, kawaler Orderu Virtuti Militari, i jego młodszy brat Julian (1900–1984) – zoolog, hydrobiolog, profesor Polskiego Uniwersytetu na Obczyźnie w Londynie.